# José Manuel Jurado
José Manuel Jurado (Sanlúcar de Barrameda, 29 giugno 1986) è un ex calciatore spagnolo, di ruolo centrocampista.

## Carriera

### Club
Jurado ha totalizzato 5 presenze con il Real Madrid, da ricordare quella in UEFA Champions League contro l'Olympiakos.
Il 4 agosto 2006 passa ai rivali dell'Atlético Madrid per 3 milioni di euro, con un contratto quadriennale. Nel contratto, come aveva già fatto precedentemente con Álvaro Arbeloa, il Real Madrid ha inserito una speciale clausola grazie alla quale può riacquistarlo gratuitamente al termine della stagione 2007-2008. Passa poi in prestito al Maiorca. Nel 2009 torna all'Atlético Madrid e alla seconda giornata di campionato segna il gol del provvisorio vantaggio per i colchoneros contro il Racing Santander (partita poi finita 1-1).
Il 31 agosto 2010 passa allo Schalke 04 per 13 milioni di euro, firmando un contratto quadriennale.
Il 21 giugno 2018 passa a titolo definitivo all'Al-Ahli.

## Statistiche

### Presenze e reti nei club
Statistiche aggiornate al 30 giugno 2017.
| Stagione               | Squadra                | Campionato             | Campionato | Campionato | Coppe nazionali | Coppe nazionali | Coppe nazionali | Coppe continentali | Coppe continentali | Coppe continentali | Altre coppe | Altre coppe | Altre coppe | Totale | Totale |
| Stagione               | Squadra                | Comp                   | Pres       | Reti       | Comp            | Pres            | Reti            | Comp               | Pres               | Reti               | Comp        | Pres        | Reti        | Pres   | Reti   |
| ---------------------- | ---------------------- | ---------------------- | ---------- | ---------- | --------------- | --------------- | --------------- | ------------------ | ------------------ | ------------------ | ----------- | ----------- | ----------- | ------ | ------ |
| 2002-2003              | Real Madrid B          | SDB                    | 1          | 0          | -               | -               | -               | -                  | -                  | -                  | -           | -           | -           | 1      | 0      |
| 2003-2004              | Real Madrid B          | SDB                    | 35+5       | 4          | -               | -               | -               | -                  | -                  | -                  | -           | -           | -           | 40     | 4      |
| 2004-2005              | Real Madrid B          | SDB                    | 23+4       | 4+1        | -               | -               | -               | -                  | -                  | -                  | -           | -           | -           | 27     | 5      |
| 2005-2006              | Real Madrid B          | SD                     | 36         | 5          | -               | -               | -               | -                  | -                  | -                  | -           | -           | -           | 36     | 5      |
| Totale Real Madrid B   | Totale Real Madrid B   | Totale Real Madrid B   | 95+9       | 13+1       |                 | -               | -               |                    | -                  | -                  |             | -           | -           | 104    | 14     |
| 2004-2005              | Real Madrid            | PD                     | 0          | 0          | CR              | 2               | 0               | UCL                | 0                  | 0                  | -           | -           | -           | 2      | 0      |
| 2005-2006              | Real Madrid            | PD                     | 3          | 0          | CR              | 0               | 0               | UCL                | 1                  | 0                  | -           | -           | -           | 4      | 0      |
| Totale Real Madrid     | Totale Real Madrid     | Totale Real Madrid     | 3          | 0          |                 | 2               | 0               |                    | 1                  | 0                  |             | -           | -           | 6      | 0      |
| 2006-2007              | Atlético Madrid        | PD                     | 33         | 0          | CR              | 4               | 0               | -                  | -                  | -                  | -           | -           | -           | 37     | 0      |
| 2007-2008              | Atlético Madrid        | PD                     | 16         | 2          | CR              | 1               | 0               | Int+CU             | 2+7                | 0+1                | -           | -           | -           | 26     | 3      |
| 2008-2009              | Maiorca                | PD                     | 35         | 9          | CR              | 6               | 0               | -                  | -                  | -                  | -           | -           | -           | 41     | 9      |
| 2009-2010              | Atlético Madrid        | PD                     | 38         | 7          | CR              | 9               | 2               | UCL+UEL            | 8+9                | 0                  | -           | -           | -           | 64     | 9      |
| ago. 2010              | Atlético Madrid        | PD                     | 1          | 1          | CR              | 0               | 0               | UEL                | 0                  | 0                  | SU          | 1           | 0           | 2      | 1      |
| Totale Atlético Madrid | Totale Atlético Madrid | Totale Atlético Madrid | 88         | 10         |                 | 14              | 2               |                    | 26                 | 1                  |             | 1           | 0           | 129    | 13     |
| ago. 2010-2011         | Schalke 04             | BL                     | 28         | 3          | CG              | 5               | 2               | UCL                | 11                 | 3                  | -           | -           | -           | 44     | 8      |
| 2011-2012              | Schalke 04             | BL                     | 18         | 0          | CG              | 2               | 0               | UEL                | 7                  | 1                  | SG          | 1           | 0           | 28     | 1      |
| Totale Schalke 04      | Totale Schalke 04      | Totale Schalke 04      | 46         | 3          |                 | 7               | 2               |                    | 18                 | 4                  |             | 1           | 0           | 72     | 9      |
| 2012-2013              | Spartak Mosca          | PL                     | 18         | 3          | KR              | 1               | 0               | UCL                | 5                  | 0                  | -           | -           | -           | 24     | 3      |
| 2013-2014              | Spartak Mosca          | PL                     | 29         | 8          | KR              | 2               | 0               | UEL                | 1                  | 0                  | -           | -           | -           | 32     | 8      |
| 2014-2015              | Spartak Mosca          | PL                     | 18         | 3          | KR              | 2               | 0               | -                  | -                  | -                  | -           | -           | -           | 20     | 3      |
| ago. 2015              | Spartak Mosca          | PL                     | 1          | 0          | KR              | 0               | 0               | -                  | -                  | -                  | -           | -           | -           | 1      | 0      |
| Totale Spartak Mosca   | Totale Spartak Mosca   | Totale Spartak Mosca   | 66         | 14         |                 | 5               | 0               |                    | 6                  | 0                  |             | -           | -           | 77     | 14     |
| ago. 2015-2016         | Watford                | PL                     | 27         | 0          | FACup+CdL       | 3+0             | 0               | -                  | -                  | -                  | -           | -           | -           | 30     | 0      |
| 2016-2017              | Espanyol               | PD                     | 31         | 3          | CR              | 1               | 0               | -                  | -                  | -                  | -           | -           | -           | 32     | 3      |
| 2017-2018              | Espanyol               | PD                     | 29         | 0          | CR              | 0               | 0               | -                  | -                  | -                  | -           | -           | -           | 29     | 0      |
| Totale Espanyol        | Totale Espanyol        | Totale Espanyol        | 60         | 3          |                 | 1               | 0               | -                  | -                  | -                  |             | -           | -           | 61     | 3      |
| 2018-feb. 2019         | Al-Ahli                | SPL                    | 17         | 1          | KC              | 1               | 0               | -                  | -                  | -                  | -           | -           | -           | 18     | 1      |
| mar.-lug. 2019         | Changchun Yatai        | CSL                    | 8          | 0          | CC              | 0               | 0               | -                  | -                  | -                  | -           | -           | -           | 8      | 0      |
| 2019-2020              | Cadice                 | SD                     | 15         | 0          | CR              | 0               | 0               | -                  | -                  | -                  | -           | -           | -           | 15     | 0      |
| Totale carriera        | Totale carriera        | Totale carriera        | 469        | 54         |                 | 39              | 4               |                    | 51                 | 5                  |             | 2           | 0           | 561    | 63     |

## Palmarès

### Club

#### Competizioni nazionali
- Coppa di Germania: 1

Schalke 04: 2010-2011
- Supercoppa di Germania: 1

Schalke 04: 2011

#### Competizioni internazionali
- UEFA Europa League: 1

Atlético Madrid: 2009-2010
- Supercoppa UEFA: 1

Atlético Madrid: 2010